# Свято печеної картоплі
«Свято печеної картоплі» (рос. «Праздник печёной картошки») — український радянський художній фільм-драма кіностудії ім. Олександра Довженка 1976 року. Режисер — Юрій Іллєнко. Фільм вийшов на екрани 1978 року.

## Сюжет
Фільм заснований на реальних подіях і розповідає про життя, шляхетність і самопожертву простої російської жінки Олександри Аврамівни Деревської, матері-героїні, єдиної в світі жінки, яка виховала 48 дітей-сиріт. Починаючи з 1939 року вона з чоловіком брала на виховання дітей-сиріт, батьки яких загинули на фронті або померли з голоду…

## В ролях
- Людмила Єфименко — Анна
- Роман Громадський — Захар
- Леонід Яновський — офіцер і Георгій
- Віктор Панченко — Тимофій
- Іра Чередниченко — Марта
- Ігор Федотов — Жора
- Юлія Задорожна — Лідочка
- Аня Ігнатюк — Аня
- Люба Єрмакова — Люба
- Олег Стасєв — Петя, «партизан»
- Саша Лелеко — Сергій, «партизан»
- Володимир Алексеєнко
- Микола Гринько
- Богдан Бенюк
- Юрій Дубровін
- Вадим Іллєнко
- Олена Іллєнко
- Марія Іллєнко
- Аня Котляр, Аліна Козак, Олег Лохматов, Оксана Лукіна
- Сергій Бржестовський
- Неоніла Гнеповська
- Сергій Підгорний
- Володимир Волков
- Лесь Сердюк
- Микола Олійник
- Василь Фущич та ін.

## Творча група
- Автор сценарію: Євген Онопрієнко
- Режисер-постановник: Юрій Іллєнко
- Оператор-постановник: Вадим Іллєнко
- Художник-постановник: Сергій Бржестовський
- Композитор: Володимир Губа
- Запис музики: Ю. Винник
- Режисер: О. Міхеєв
- Оператор: Геннадій Енгстрем
- Звукооператор: Анатолій Чернооченко
- Монтажер: Елеонора Суммовська
- Редактор: Віталій Юрченко
- Художник по костюмах: Алла Шестеренко
- Гример: Василь Гаркавий
- Комбіновані зйомки: оператор — Микола Іллюшин, художник — Михайло Полунін
- Директор картини: Володимир Смертюк